# Justus Christian Loder
Justus Ferdinand Christian Loder (Riga, 12 marzo 1753 – Mosca, 16 aprile 1832) è stato un chirurgo e anatomista tedesco.

## Carriera
Figlio di John Loder, un pastore di origine tedesca, nel 1777 Loder conseguito il dottorato di medicina presso l'Università di Göttingen e l'anno successivo è stato nominato professore di chirurgia e anatomia presso l'Università di Jena, incarico che avrebbe mantenuto per i successivi 25 anni.
A Jena è stato responsabile per la creazione del reparto di maternità. Tra il 1780 e il 1781, a spese del duca di Weimar, viaggiò in Francia, Inghilterra e Paesi Bassi, un viaggio durante il quale fece la conoscenza di numerosi medici e scienziati come Louis-Jean-Marie Daubenton, Jean-Louis Baudelocque, Félix Vicq d'Azyr e John Hunter.
Nel 1803 si è trasferito all'Università di Halle, dove ha fondato una clinica di ostetricia. Dopo la chiusura dell'Università di Halle da parte di Napoleone nel 1806, divenne medico personale della famiglia reale prussiana a Königsberg. In seguito si è trasferito in Russia, dove nel 1810 divenne medico personale dello zar Alessandro I. Tra il 1814 e il 1817 è stato il responsabile dell'ospedale militare di Mosca.

## Morte
Morì il 16 aprile 1832 a Mosca. Dal 1794 al 1803 pubblicò il Tabulae anatomicae, un'opera che conteneva una collezione completa di illustrazioni anatomiche del corpo umano. Il lavoro è stato uno dei più grandi e dei più completi atlanti anatomici nel suo tempo. Durante la sua carriera, Loder mantenuto amicizie con Christoph Wilhelm Hufeland e Johann Wolfgang von Goethe.

## Opere
- Anatomisches Handbuch, volume 1, 1788.
- Anfangsgründe der chirurgischen Anthropologie und der Staatsarzneikunde, 1791 (terza edizione) - 1800.
- Chirurgisch-medicinische Beobachtungen, mehrentheils in der herzogl. Saxon-Weimar Krankenanstalt zu Jena gesammelt, volume 1 - 1794.
- Tabulae anatomicae quas ad illustrandam humani corporis fabricam, (1794–1803).
- Grundriß der Anatomie des menschlichen Körpers. Zum Gebrauche bei Vorlesungen und Secir-Uebungen, volume 1 - 1806.
- Elementa anatomiae humani corporis, 1823.
- Index praeparatorum aliarumque rerum ad anatomen spectantium, quae in museo Caes. Universitatis Mosquensis servantur, 1823 (seconda edizione 1826).